# Henri Cugnon
Henri Cugnon, né le 5 février 1914 à Forrières et décédé le 18 avril 1984 à Bertrix est un homme politique belge wallon, membre du PS.
Il fut inspecteur-chef de service commercial (1931-1952); secrétaire de la Fédération du Luxembourg du PSB (1952-1954). Co-signataire d'un projet complet de révision de la Constitution déposé à la Chambre le 11 juillet 1961; cette proposition d'État fédéral composé de deux communautés et de trois territoires sera une base de la réflexion. Militant wallon, il est notamment membre du Collège exécutif de Wallonie (1963).

## Carrière politique
- député (1954-1965)
- conseiller communal de Bertrix (1959-1984)
  - échevin (1971-1972)
  - bourgmestre (1972-1976)
  - échevin (1983-1984)
- sénateur coopté (1965-1971)
- sénateur (1971-1974)
- sénateur (1977-1981)
  - membre du Conseil régional wallon (1980-1981)